# Tajni kupac
Tajni kupac je osoba koja općim postupkom prikuplja podatke o kvaliteti usluga određene tvrtke ili prodajnih vještina suradnika. Tajni kupci su obučeni promatrači koji se predstave kao normalni kupci u situacijama dok osoblje ne zna tko su i nakon toga izvještavaju nalogodavca o svome iskustvu.
Usluga se ocjenjuje po unaprijed utvrđenim objektivnim kriterijima. 

## Primjeri za kriterije pri ocjenjivanju usluge
- kompetencija
- ljubaznost
- vjerodostojnost
- sigurnost
- dostupnost
- komunikacija
- razumijevanje
- materijalno okružje
- susretljivost
- pouzdanost

## Vanjske poveznice
- Mystery Shopping Providers Association (engl.)
- Mystery Shopping na stranici ESOMARa (engl.)  Arhivirana inačica izvorne stranice od 25. siječnja 2011. (Wayback Machine)
- Umfangreiche Literaturliste zum Thema Mystery Shopping  Arhivirana inačica izvorne stranice od 13. ožujka 2010. (Wayback Machine)
- Heraklea